# Hycklinge
Hycklinge is een plaats in de gemeente Kinda in het landschap Östergötland en de provincie Östergötlands län in Zweden. De plaats heeft 135 inwoners (2005) en een oppervlakte van 31 hectare.

## Verkeer en vervoer
Bij de plaats loopt de Länsväg 135.